# Facundo de Hermiana
Facundo de Hermiana fue un autor  cristiano del siglo VI y obispo de Hermiana en el norte de África .
Sobre su carrera poco se sabe. Su lugar en la historia se debe enteramente a la oposición que ofreció a la condena, por el edicto de Justiniano en 543 o 544, por la Controversia de los Tres Capítulos. A instancias de Theodore Ascidas, y con el ostensible propósito de reunir en la Iglesia a los acéfalos, una secta de  monofisitas, Justiniano fue inducido a censurar la Controversia de los Tres Capítulos. Mediante este acto se condenaron ciertos escritos del siglo V de Teodoro de Mopsuestia, Teodoreto de Ciro e Ibas de Edesa .
Facundus estaba en Constantinopla cuando se pronunció esta censura, y poco después de su publicación, él y varios otros obispos occidentales se negaron a suscribir el decreto, alegando que se trataba de un ataque al Concilio de Calcedonia, que había aceptado al menos la carta de Ibas al persa Maris. Este documento estaba especialmente dirigido al decreto del emperador. Facundo también redactó un memorial en protesta, pero la llegada del  papa Vigilio le impidió presentarlo. La conducta del pontífice y su aquiescencia en la condenación de la «Controversia de los Tres Capítulos» impulsó a Facundo a completar esta obra, que tituló Pro Defensione Trium Capitulorum.
No se sabe cuándo se completó la obra ni cuándo se presentó al emperador, por lo que nada se puede decir de su efecto inmediato en la controversia. Después de su publicación, Facundo se vio obligado a irse de Constantinopla y encontrar seguridad en la clandestinidad. Debido a la actitud de Vigilio al acceder a la insistencia del emperador de que suscribiera la censura de los «Tres Capítulos», Facundo y muchos obispos africanos se separaron de la comunión con él.
Este cisma duró muchos años, y durante ese tiempo Facundo escribió otras dos obras a petición de sus compañeros obispos, en respuesta a los reproches de insubordinación, la Liber contra Mocianum Scholasticum y Epistola Fidei Catholicae in defensione trium capitulorum.